# Порховска тврђава
Порховска тврђава (рус. Порховская крепость) средњовековно је утврђење у граду Порхову, на истоку Псковске области, односно на западу европског дела Руске Федерације.
Претеча савремене тврђаве било је дрвено утврђење које је 1239. године на кречњачком узвишењу са десне обале реке Шелоњ подигао новгородски књаз Александар Невски. Александрово утврђење је током литванске опсаде 1346. године претрпело велика оштећења и никада није обновљено на изворном месту. Године 1387. на неких километар растојања низводно од првобитне дрвене тврђаве саграђено је камено утврђење (од локалног кречњака) пентагоналног облика са четири куле. Зидови су били дебљине од 1,4 до 2 метра, висине око 7 метара. Торњеви су били висине од 15 до 17 метара. Тврђава је саграђена за само једну годину.
Један део тврђаве се данас налази у рушевном стању. Унутар тврђаве налазе се Црква светог Николе из 1412, Музеј историје Порховске поште и Историјски музеј Порхова.
Тврђава се данас налази на листи културног наслеђа Руске Федерације (у категеорији споменик архитектуре и историје од националног значаја) где је заведен под бројем № 6010235000.